# Martinez (musikgrupp)
Martinez är ett dansband från Sverige, bildat på Alnön utanför Sundsvall 1976 som Triggs. 1978 bytte man namn till Santos och 1980 till Martinez, efter Maribel Martinez som var bandets första sångerska. Bandet har bland annat noterats för albumframgångar på Sverigetopplistan.
Bandet har vunnit flera priser och 2021 vann de en Grammis i kategorin "Årets dansband" för sitt album Bubbelgum (2020; Atenzia Records).

## Historia

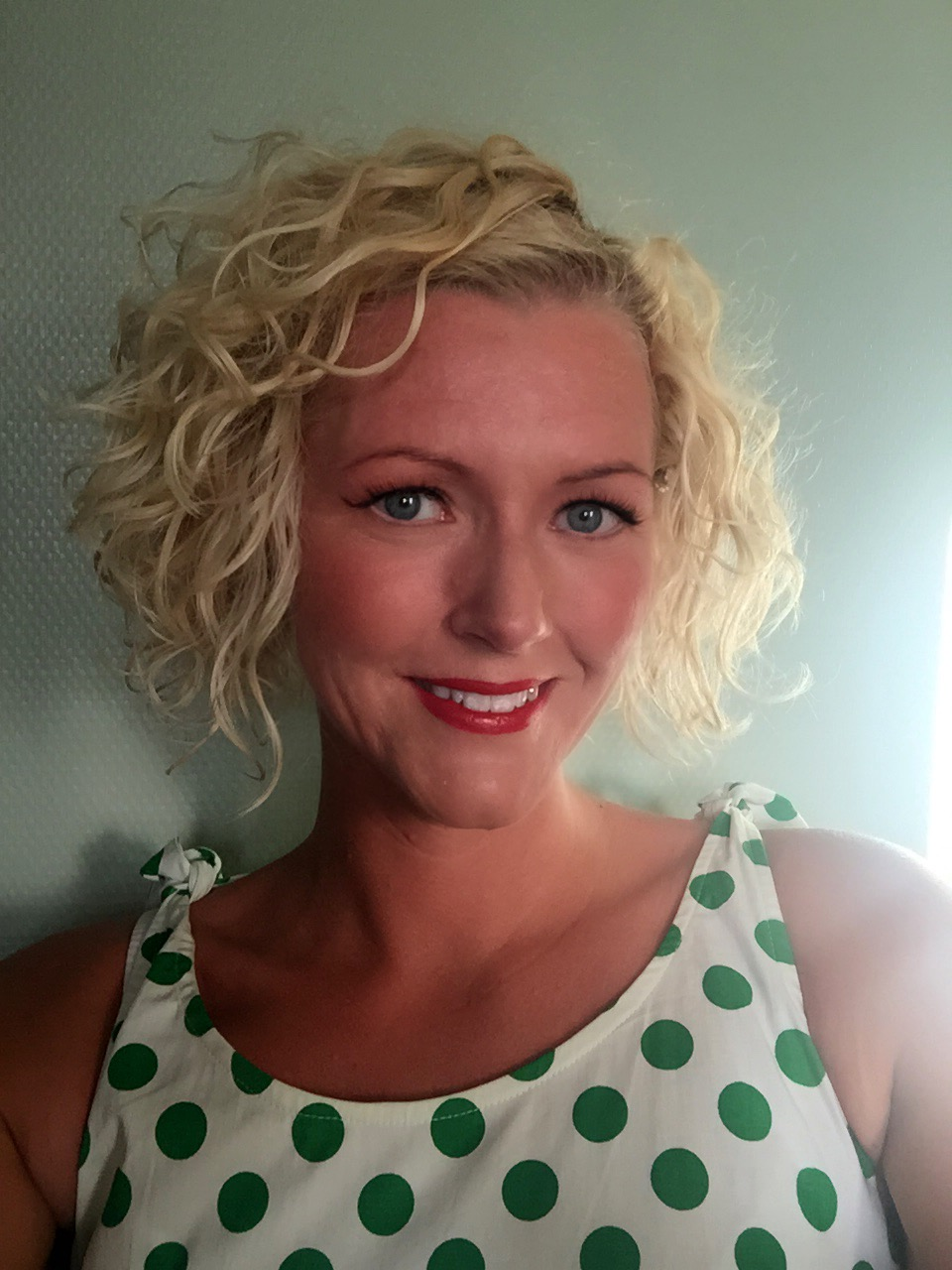
Sandra Estberg, prisbelönt sångerska i Martinez sedan 2012.

### 1980–2000
Martinez hade premiär på en surströmmingsfest på Alnön i Sundsvall runt 1980 och under senare delen av 1980-talet gjorde bandet ett flertal framträdanden i såväl Sveriges Radio som SVT. 1992 spelades melodin "Sommartider, soliga tider" in och blev en hit på dansbanorna. 1994 slutade bandet på andra plats i tävlingen "Årets dansband" i programmet Café Norrköping i Sveriges Television. 1995 vann bandet Svenska dansbandsmästerskapen i Sunne och medverkade för första gången i Bingolotto. 1997 inleddes samarbetet med skivbolaget Mariann Grammofon.

### 2000–2012
Den 19 september 2007 meddelades det att sångerskan Louella "Lillan" Vestman, som tillträdde i mitten av 2005 efter Agneta Olsson, slutade i bandet. Hon ersattes av Claudia Unda. Då Claudia Unda lämnade bandet i juli 2008 återkom Louella "Lillan" Vestman. 2008 deltog Martinez i Dansbandskampen där man framförde Dancing in the Street och Miss Decibel.

### 2012–2018
På midsommarafton 2012 gjorde Sandra Estberg premiär som sångerska i Martinez. Två år senare blev hon nominerad till "Årets sångerska" i Guldklaven och vann publikpriset Guldsladden. 2016 var hon också nominerad som "Årets sångerska" i Guldklaven och den gången fick hon priset..
Martinez medverkade i Bingolotto våren 2017. Den 25 juli 2017 medverkade Sandra som en av fem dansbandsprofiler i SVT:s Allsång på skansen. Gruppen nominerades i kategorierna Årets dansband och Årets sångerska på Guldklavegalan i Malung den 15 juli 2018 och vann i kategorin Årets dansband.

### 2019 -
2020 deltog dansbandet i TV-programmet Dansa hemma, ett initiativ från SVT under coronapandemin.

## Medlemmar

### Nuvarande
- Sandra Estberg - sång (2012- )
- Danne Strandberg - trummor, kapellmästare (1994-)
- Tommy Bengtsson - sång och gitarr (2009-)
- Daniel Ingemarsson Wik (2018-)

### Tidigare
Karin Ritäkt 
- Jonas Nordqvist - klaviatur (2016–2017 )
- Johan Källbjer - klaviatur (2015)
- Linus J Karlsson - klaviatur (2011–2015)
- Krister Forslund - gitarr, bas och sång (2004–2009)
- Claudia Unda - sång (2007–2008)
- Louella "Lillan" Vestman - sång (2005–2007, 2008–2011)
- Jouni Hynynen - sång och bas (2006–2011)
- Agneta Olsson - sång (1996–2005)
- Anders Mattsson - dragspel och keyboard
- Magnus Franzén - Keyboard, dragspel (2001)
- Fredrik Ström - Bas (2001)
- John Eriksson - Gitarr, sång (2004–2006)
- Susanne Bertlin - Sång (1992–1996 & 2005)

## Diskografi

### Album
- Bubbelgum - 2020
- Hans namn på min arm - 2018
- Favoriter - 2017
- Martinez Buggfavoriter - 2016 (digitalt samlingsalbum)
- Fredagskväll - 2015
- Tillsammans - 2014
- Fram & tillbaka - 2013
- Ingenting är bättre - 2010
- Collage - 2008 (samlingsalbum)
- Söndag 06.55 - 2006
- En dans i morgonsolen - 2001
- Mer än en vän - 1999

### Singlar
- Lovar du så lovar jag - 2019
- Klockan börjar ticka - 2018
- Ikväll så sjunger änglarna för dom - 2017
- Innan natten tagit slut - 2015
- Fri fredag - 2005
- En man i mina rum - 2005
- Kommer sakna dig så - 2004
- En dans i morgonsolen - 2001
- Min man - 2000
- Om du ber mig stanna kvar - 2000
- Kärleken tar aldrig slut - 1998
- Tusentals stjärnor - 1998
- Om du ringer igen - 1997
- En riktig vardagssymfoni - 1997
- Säg hej till kärleken - 1995
- Om du vill - 1995
- Sommarnattens ljus - 1995
- Det är nåt på gång - 1994
- Sommartider, soliga tider - 1992
- Känner ändå kärlek - 1992
- Vad ska jag ta mig till - 1992

### Melodier på Svensktoppen
- En dans i morgonsolen - 2001 (med Henrik Åberg)
- Min man - 2001
- Mer än en vän - 1999
- Kärleken tar aldrig slut - 1998
- Säg hej till kärleken - 1996

### Melodier som testades på Svensktoppen men inte nådde listan
- I natt - 2001 (med Henrik Åberg)
- Ännu en gång - 1999
- Om du ringer igen - 1997

## Utmärkelser
- 2024 - Albumet ”I dina händer” nomineras som årets album i Guldklaven
- 2021 - Martinez vinner en Grammis för albumet ”Bubbelgum”
- 2019 - Tommy Bengtsson vinner Guldklaven i kategorin årets musiker för sin medverkan i gruppen Martinez.
- 2019 - Albumet "Hans namn på min arm" nomineras till Manifestpriset
- 2018 - Martinez vinner priset "Årets Dansband" i Guldklaven
- 2018 - Sandra Estberg nomineras som "Årets sångerska" i Guldklaven
- 2016 - Sandra Estberg vinner priset "Årets sångerska" i Guldklaven
- 2014 - Sandra Estberg blir nominerad till "Årets sångerska" i Guldklaven, samt vinner priset som "Årets sångerska" i Guldsladden. Tommy   Bengtsson vinner pris som "Årets gitarrist" i Guldsladden
- 2013 - Tommy Bengtsson blir nominerad till "Årets musiker" i Guldklaven
- 2013 - Albumet "Fram & tillbaka" nomineras till Manifestpriset
- 2010 - Danne Strandberg blir nominerad till "Årets trummis" i Guldklaven
- 2006 - Albumet "Söndag 06.55" nomineras till Manifestpriset
- 1995 - Segrare i Svenska dansbandsmästerskapen
- 1994 - 2:a plats i TV-programmet Café Norrköpings tävling "Årets dansband"

### Fotnoter
1. ↑  läs online, guldklaven.dansbandsveckan.se , läst: 20 juli 2023.[källa från Wikidata]
2. ↑  Martinez 35-årsjubilerar på anrikt danspalats
3. ↑  Dansbandsbloggen 21 september 2007 - Lillan Vestman lämnar Martinez Arkiverad 18 augusti 2010 hämtat från the Wayback Machine.
4. ↑  Dansbandsbloggen 31 juli 2008 - Claudia Unda lämnar Martinez Arkiverad 9 december 2008 hämtat från the Wayback Machine.
5. ↑  ”Fyra medlemmar och fjorton ackord”. Sveriges Television. Arkiverad från originalet den 25 maj 2012. https://archive.is/20120525183214/http://svt.se/2.97234/1.1257031/martinez?lid=puff_1256736. Läst 4 maj 2009.
6. ↑  ”Guldklaven – Vinnare | Dansbandsveckan”. dansbandsveckan.se. Arkiverad från originalet den 8 juli 2017. https://web.archive.org/web/20170708061018/http://dansbandsveckan.se/guldbloggen-vinnare/. Läst 22 juli 2016.
7. ↑  ”Digital dansbandsvecka från Malung”. Får Jag Lov. https://fjl.se/nyheter/digital-dansbandsvecka-fran-malung/. Läst 17 november 2020.